# Pegomya maculata
Pegomya maculata este o specie de muște din genul Pegomya, familia Anthomyiidae. A fost descrisă pentru prima dată de Stein în anul 1906. Conform Catalogue of Life specia Pegomya maculata nu are subspecii cunoscute.